# Eurovision Song Contest 2014
L'Eurovision Song Contest 2014 è stata la 59ª edizione del concorso canoro, tenutasi a Copenaghen, capitale dello Stato vincitore dell'edizione precedente tenutasi a Malmö, il 6, 8 e 10 maggio.
Lo slogan di questa edizione è stato #JoinUs mentre il logo scelto è stato un diamante.
La competizione canora, che ha visto per la prima volta alla serata finale Montenegro e San Marino, è stata vinta dall'Austria con la canzone Rise like a Phoenix, interpretata da Conchita Wurst, che ha ottenuto il primo posto con 290 punti; l'unico finalista di diritto ad avere ottenuto una posizione fra i primi dieci alla serata finale è stata la Spagna.

## Organizzazione

### Produzione
Il 21 maggio 2013 l'emittente danese DR ha annunciato che sarà Pernille Gaardbo a capo della produzione dell'Eurovision 2014, mentre il 20 settembre dello stesso anno l'UER rende pubblico il regolamento di quest'edizione: rispetto al precedente non vi sono modifiche sostanziali. Il 6 febbraio 2013, a seguito di un tentativo di alterare le votazioni avvenuto nell'edizione precedente, è stato modificato il regolamento, facendo sì che le reti partecipanti diventino oggettivamente responsabili dei tentativi di broglio fatti a loro favore, con la possibilità che esse possano essere espulse dalla gara fino a tre anni in caso venga accertata una violazione prima, durante o dopo la gara.
Il 27 novembre 2013 è stato annunciato che TDC sarà uno degli sponsor dell'evento, mentre il 19 dicembre dello stesso anno Schwarzkopf è stato confermato, per il quarto anno consecutivo, beauty partner dell'evento; il 27 gennaio dell'anno successivo si è aggiunto ai partner anche VisitDenmark, l'ente del turismo danese, mentre il 20 febbraio si è aggiunto il marchio DAILIES.

### Scelta della sede
All'indomani della vittoria danese all'edizione 2013, ospitata dalla città svedese di Malmö, a stretto giro ha seguito l'interesse a ospitare l'evento di cinque città danesi: Aalborg (Gigantium), Copenaghen (B&W-Hallerne, DR Byen e Parken Stadium), Fredericia (Messe C), Herning (Jyske Bank Boxen) e Horsens (Horsens Statsfængsel).
Nell'estate 2013 l'UER e DR hanno annunciato e presentato il bando per ospitare la manifestazione, tramite il quale tutte le città interessate hanno avuto tempo entro il 19 giugno per presentare ufficialmente una candidatura. Le prime città ad annunciare una mancanza d'interesse sono state Aalborg (citando la mancata disponibilità di camere d'albergo) e Fredericia (poiché la sede proposta non rispettava i criteri di disponibilità). Il 28 giugno Anders Hørsholt, proprietario del Parken Stadium, ha annunciato il ritiro della candidatura dell'arena a causa di diverse partite di calcio già programmate nello stadio nelle settimane antecedenti al concorso.
Il successivo 2 settembre è stato ufficialmente confermato che la sede dell'Eurovision Song Contest 2014 sarebbe stato l'ex cantiere navale B&W-Hallerne di Copenaghen.

#### Criteri fondamentali
- la sede deve essere al coperto, dotata di aria condizionata secondo gli standard vigenti, e inoltre ben perimetrabile;
- la sede deve avere una capacità al 70% della capienza massima compresa tra gli 8 000 e i 10 000 spettatori;
- la sede deve essere dotata di un'area principale che consenta la realizzazione di un allestimento di alto livello con altezze disponibili di almeno 18 metri, buone capacità di carico sul tetto e facile accesso al carico;
- la sede deve essere disponibile per 6 settimane prima dell'evento, le 2 settimane dello show e quella successiva per il disallestimento;
- la sede deve avere a disposizione una vicina sala stampa che possa accogliere almeno 1 000 giornalisti;
- la sede deve avere aree a raso e di facile accesso, contigue e integrate nel perimetro dell'infrastruttura per il supporto tecnico-logistico di 5 000 metri quadrati;
- la città deve avere a disposizione oltre 2 000 camere d'albergo nelle aree contigue all'evento;
- la città deve avere un aeroporto internazionale non più lontano di un'ora e mezza dalla sede dell'evento.

| Città      | Sede                 | Capacità | Note |
| ---------- | -------------------- | -------- | --- |
| Aalborg    | Gigantium            | 8 500    | Ha ospitato il Dansk Melodi Grand Prix 2006, 2010 e 2012                                                                                            |
| Copenaghen | B&W-Hallerne         | 11 000   | La proposta era subordinata alla realizzazione di un tetto a copertura dell'area; necessita di lavori di ristrutturazione                           |
| Copenaghen | DR Byen              | –        | Sede principale della radio-televisione di stato danese; la proposta era subordinata alla costruzione di un'arena apposita per ospitare il concorso |
| Copenaghen | Parken Stadium       | 38 000   | Ha ospitato l'Eurovision Song Contest 2001 |
| Fredericia | Messe C              | 10 000   | Candidatura condivisa con la regione Danimarca Meridionale                                                                                          |
| Herning    | Jyske Bank Boxen     | 15 000   | Ha ospitato il Dansk Melodi Grand Prix 2013 |
| Horsens    | Horsens Statsfængsel | –        | In passato la sede è stata un carcere; necessita di lavori di ristrutturazione                                                                      |

### Cartoline
Negli spazi che precedono le varie esibizioni sono stati trasmessi dei filmati in cui i cantanti hanno creato la bandiera del proprio Stato nei modi più vari per poi fotografarla.

## Stati partecipanti
Stati partecipanti
     Stati che hanno partecipato in passato ma non nel 2014
     Stati che non si sono qualificati alla finale

Stati partecipanti
Stati che hanno partecipato in passato ma non nel 2014
Stati che non si sono qualificati alla finale

L'UER ha specificato, tramite un messaggio su Twitter, che sarebbe stato possibile partecipare anche se non è stata trasmessa la serata finale dell'edizione precedente. La data limite per l'iscrizione era il 22 novembre 2013 (prorogata per la Grecia per consentire a NERIT, ente radio-televisivo pubblico subentrante alla ERT, di diventare membro effettivo dell'UER), mentre la lista definitiva degli Stati partecipanti è stata resa nota il 17 gennaio 2014.
| Stato                     | Artista                        | Brano                        | Lingua            | Processo di selezione                                                                                               | Note |
| ------------------------- | ------------------------------ | ---------------------------- | ----------------- | --- | --- |
| Albania                   | Hersi                          | One Night's Anger            | Inglese           | Festivali i Këngës, 28 dicembre 2013                                                                                | |
| Armenia                   | Aram Mp3                       | Not Alone                    | Inglese           | Interno; cantante annunciato il 31 dicembre 2013, brano annunciato il 14 marzo                                      | |
| Austria                   | Conchita Wurst                 | Rise like a Phoenix          | Inglese           | Interno sia per la cantante, annunciata il 10 settembre 2013, che per il brano, annunciato il 18 marzo 2014         | |
| Azerbaigian               | Dilarə Kazımova                | Start a Fire                 | Inglese           | Böyük Səhnə per la cantante, deciso il 2 marzo 2014, interno per il brano, annunciato il 16 marzo 2014              | |
| Belgio                    | Axel Hirsoux                   | Mother                       | Inglese           | Eurosong, 16 marzo 2014                                                                                             | |
| Bielorussia               | Teo                            | Cheesecake                   | Inglese           | Nacional'nyj otbor 2014, 10 gennaio 2014                                                                            | Il testo del brano è corretto per eliminare i precedenti riferimenti a Google Maps                                                                            |
| Danimarca (organizzatore) | Basim                          | Cliche Love Song             | Inglese           | Dansk Melodi Grand Prix 2014, 8 marzo 2014                                                                          | Il testo del brano è stato modificato per rimuovere una parola volgare.                                                                                       |
| Estonia                   | Tanja                          | Amazing                      | Inglese           | Eesti Laul, 1º marzo 2014                                                                                           | |
| Finlandia                 | Softengine                     | Something Better             | Inglese           | UMK, 1º febbraio 2014                                                                                               | |
| Francia                   | TWIN TWIN                      | Moustache                    | Francese          | Finale nazionale fra brani scelti da una giuria                                                                     | La finale si è tenuta il 26 gennaio 2014, mentre l'annuncio del vincitore è avvenuto il 2 marzo. Il brano contiene alcune parole in inglese e spagnolo.       |
| Georgia                   | The Shin & Mariko Ebralidze    | Three Minutes to Earth       | Inglese           | Interno per i cantanti, annunciati il 4 febbraio 2014, e per il brano, annunciato venti giorni dopo                 | |
| Germania                  | Elaiza                         | Is It Right                  | Inglese           | Unser Song für Dänemark, 13 marzo 2014                                                                              | |
| Grecia                    | Freaky Fortune feat. RiskyKidd | Rise Up                      | Inglese           | Eurosong 2014 – a MAD show, 11 marzo 2014                                                                           | |
| Irlanda                   | Can-linn feat. Kasey Smith     | Heartbeat                    | Inglese           | The Late Late Show, 28 febbraio 2014                                                                                | |
| Islanda                   | Pollapönk                      | No Prejudice                 | Inglese           | Söngvakeppnin 2014, 15 febbraio 2014                                                                                | |
| Israele                   | Mei Finegold                   | Same Heart                   | Inglese, ebraico  | Interno per la cantante, annunciata l'11 gennaio 2014, selezione televisiva con televoto per il brano, 5 marzo 2014 | |
| Italia                    | Emma                           | La mia città                 | Italiano          | Interno sia per la cantante che per il brano                                                                        | |
| Lettonia                  | Aarzemnieki                    | Cake to Bake                 | Inglese           | Finale nazionale, 22 marzo 2014                                                                                     | Il brano contiene alcune parole in lettone. |
| Lituania                  | Vilija Matačiūnaitė            | Attention                    | Inglese           | Finale nazionale; artista deciso il 1º marzo 2014, brano deciso il 22 febbraio 2014                                 | |
| Macedonia                 | Tijana                         | To the Sky                   | Inglese           | Interno per la cantante, annunciata il 28 agosto 2013, e per il brano, presentato il 22 febbraio 2014               | In precedenza era stato annunciato il brano Pobeda. La versione in macedone, presentata e non scelta per il concorso, è Tamu kaj što pripaǵam.                |
| Malta                     | Firelight                      | Coming Home                  | Inglese           | Malta Song for Europe, 8 febbraio 2014                                                                              | Il brano in gara è una versione diversa rispetto a quello che ha vinto la selezione nazionale.                                                                |
| Moldavia                  | Cristina Scarlat               | Wild Soul                    | Inglese           | O melodie pentru Europa,15 marzo 2014                                                                               | |
| Norvegia                  | Carl Espen                     | Silent Storm                 | Inglese           | Melodi Grand Prix, 15 marzo 2014                                                                                    | |
| Montenegro                | Sergej Ćetković                | Moj svijet                   | Montenegrino      | Interno; cantante annunciato il 19 novembre 2013, brano annunciato il 9 marzo 2014                                  | |
| Paesi Bassi               | The Common Linnets             | Calm After The Storm         | Inglese           | Interno; gruppo annunciato il 25 novembre 2013, brano annunciato il 4 marzo 2014, e presentato il 13 marzo 2014     | |
| Polonia                   | Donatan & Cleo                 | My Słowianie - We Are Slavic | Inglese, polacco  | Interno; artisti e brano annunciati il 25 febbraio 2014                                                             | |
| Portogallo                | Suzy                           | Quero ser tua                | Portoghese        | Festival da Canção, 15 marzo 2014                                                                                   | |
| Regno Unito               | Molly                          | Children of the Universe     | Inglese           | Interno, 3 marzo 2014                                                                                               | |
| Romania                   | Paula Seling & Ovi             | Miracle                      | Inglese           | Finale nazionale, 1º marzo 2014                                                                                     | |
| Russia                    | Anastasija & Maria Tolmačëvy   | Shine                        | Inglese           | Interno: cantanti annunciate il 15 marzo 2014 e brano annunciato il 17 marzo 2014                                   | Una finale nazionale era stata inizialmente fissata per il 31 dicembre 2013 e poi per essere spostata a marzo 2014, prima di essere ufficialmente cancellata. |
| San Marino                | Valentina Monetta              | Maybe (Forse)                | Inglese           | Interno; cantante annunciata il 19 giugno 2013, brano annunciato il 14 marzo 2014                                   | |
| Slovenia                  | Tinkara Kovač                  | Round and Round              | Inglese, Sloveno  | EMA 2014, 8 marzo 2014                                                                                              | |
| Spagna                    | Ruth Lorenzo                   | Dancing in the Rain          | Inglese, Spagnolo | Finale nazionale, 22 febbraio 2014                                                                                  | |
| Svezia                    | Sanna Nielsen                  | Undo                         | Inglese           | Melodifestivalen, 8 marzo 2014                                                                                      | |
| Svizzera                  | Sebalter                       | Hunter of Stars              | Inglese           | Finale nazionale, 1º febbraio 2014                                                                                  | |
| Ucraina                   | Marija Jaremčuk                | Tick-Tock                    | Inglese           | Jevrobačennja 2014, 21 dicembre 2013                                                                                | |
| Ungheria                  | András Kállay Saunders         | Running                      | Inglese           | A Dal 2014, 22 febbraio 2014                                                                                        | |

## Verso l'evento

### Eurovision in Concert
L'evento, giunto alla sua sesta edizione, si è tenuto il 5 aprile 2014 presso il Melkweg di Amsterdam. Vi hanno partecipato:
- Albania
- Armenia
- Austria
- Azerbaigian
- Belgio
- Bielorussia
- Danimarca
- Francia
- Georgia
- Grecia
- Lettonia
- Lituania
- Macedonia
- Malta
- Moldavia
- Montenegro
- Norvegia
- Paesi Bassi
- Portogallo
- Regno Unito
- Romania
- San Marino
- Spagna
- Svizzera
- Ucraina

### London Eurovision Party
L'evento si è tenuto il 13 aprile 2014 al Café de Paris di Londra. Vi hanno partecipato:
- Armenia[97]
- Austria[97]
- Grecia[98]
- Lettonia[99]
- Macedonia[97]
- Malta[97]
- Montenegro[97]
- Norvegia[98]
- Polonia[99]
- Portogallo[100]
- Romania[98]
- Regno Unito[98]
- San Marino[99]
- Spagna[98]
- Svizzera[97]
- Ucraina[100]

Ha partecipato inoltre Scott Fitzgerald (rappresentante del Regno Unito all'Eurovision Song Contest 1988).

## L'evento
I biglietti sono stati messi in vendita dal 29 novembre 2013.

### Semifinali
Il 24 novembre 2013 l'UER ha rivelato che, su richiesta di DR, la settimana precedente si è stabilito che Svezia e Norvegia avrebbero gareggiato in semifinali separate per potere garantire un equo afflusso di fan dei due Paesi scandinavi; si è, quindi, tenuto un sorteggio la settimana precedente l'annuncio, che ha stabilito che la Svezia avrebbe gareggiato nella prima semifinale, mentre la Norvegia nella seconda. Il 13 gennaio 2014 è stato reso noto che anche Israele avrebbe partecipato alla seconda semifinale, mentre la Germania ha chiesto di potere votare nella seconda semifinale, richiesta accettata dall'UER. Si è saputo, inoltre, che il sorteggio per l'allocazione nelle semifinali si sarebbe tenuto sette giorni dopo.
DR ha reso nota, il 15 gennaio 2014, la composizione delle urne nelle quali sono stati divisi gli Stati partecipanti, determinate in base ai voti assegnati agli stessi nelle 10 edizioni precedenti. La loro composizione era:
| Urna 1                                                   | Urna 2                                                | Urna 3                                                   | Urna 4                                              | Urna 5                                      | Urna 6                                    |
| -------------------------------------------------------- | ----------------------------------------------------- | -------------------------------------------------------- | --------------------------------------------------- | ------------------------------------------- | ----------------------------------------- |
| - Albania - Macedonia - Montenegro - Slovenia - Svizzera | - Estonia - Finlandia - Islanda - Lettonia - Lituania | - Azerbaigian - Bielorussia - Georgia - Russia - Ucraina | - Armenia - Belgio - Grecia - Irlanda - Paesi Bassi | - Austria - Ungheria - Polonia - San Marino | - Malta - Moldavia - Portogallo - Romania |

Il 20 gennaio 2014 si è tenuto il sorteggio che ha determinato la composizione delle semifinali, in quale metà della semifinale si esibiranno gli Stati sorteggiati e la semifinale in cui hanno avuto diritto di voto gli Stati già qualificati alla finale; nel sorteggio è stato, inoltre, esplicitato che la prima semifinale sarebbe stata composta da sedici Stati e la seconda da quindici e che l'ordine di esibizione esatto sarebbe stato stabilito dalla produzione del programma e approvata dal supervisore UER del programma e dal Gruppo di Controllo. Il sorteggio esatto è stato:
     Paesi partecipanti alla prima semifinale
     Paesi con diritto di voto nella prima semifinale
     Paesi partecipanti alla seconda semifinale
     Paesi con diritto di voto alla seconda semifinale
| 1ª semifinale 6 maggio 2014                                        | 1ª semifinale 6 maggio 2014                                                   | 2ª semifinale 8 maggio 2014                             | 2ª semifinale 8 maggio 2014                                              |
| ------------------------------------------------------------------ | ----------------------------------------------------------------------------- | ------------------------------------------------------- | ------------------------------------------------------------------------ |
| Svezia Albania Islanda Russia Lettonia Azerbaigian Armenia Estonia | Belgio Ungheria Moldavia Montenegro San Marino Portogallo Ucraina Paesi Bassi | Israele Norvegia Georgia Austria Lituania Polonia Malta | Macedonia Finlandia Irlanda Romania Slovenia Bielorussia Grecia Svizzera |
| Con diritto di voto: Danimarca Francia Spagna                      | Con diritto di voto: Danimarca Francia Spagna                                 | Con diritto di voto: Germania Italia Regno Unito        | Con diritto di voto: Germania Italia Regno Unito                         |

Paesi partecipanti alla prima semifinale
Paesi con diritto di voto nella prima semifinale
Paesi partecipanti alla seconda semifinale
Paesi con diritto di voto alla seconda semifinale

Il 24 marzo 2014 è stato annunciato che DR ha affidato a un artista australiano l'intervallo della seconda semifinale.

#### Prima semifinale
La prima semifinale, aperta dalla vincitrice dell'anno precedente, Emmelie de Forest, si è tenuta il 6 maggio 2014 a partire dalle 21:00, CEST; vi hanno gareggiato sedici Stati e hanno votato anche Danimarca, Francia e Spagna.
| №  | Paese       | Cantante                     | Canzone              | Punti | Posizione |
| -- | ----------- | ---------------------------- | -------------------- | ----- | --------- |
| 01 | Armenia     | Aram Mp3                     | Not Alone            | 121   | 4         |
| 02 | Lettonia    | Aarzemnieki                  | Cake to Bake         | 33    | 13        |
| 03 | Estonia     | Tanja                        | Amazing              | 36    | 12        |
| 04 | Svezia      | Sanna Nielsen                | Undo                 | 131   | 2         |
| 05 | Islanda     | Pollapönk                    | No Prejudice         | 61    | 8         |
| 06 | Albania     | Hersi                        | One Night's Anger    | 22    | 15        |
| 07 | Russia      | Anastasija e Maria Tolmačëvy | Shine                | 63    | 6         |
| 08 | Azerbaigian | Dilarə Kazımova              | Start a Fire         | 57    | 9         |
| 09 | Ucraina     | Marija Jaremčuk              | Tick-Tock            | 118   | 5         |
| 10 | Belgio      | Axel Hirsoux                 | Mother               | 28    | 14        |
| 11 | Moldavia    | Cristina Scarlat             | Wild Soul            | 13    | 16        |
| 12 | San Marino  | Valentina Monetta            | Maybe (Forse)        | 40    | 10        |
| 13 | Portogallo  | Suzy                         | Quero ser tua        | 39    | 11        |
| 14 | Paesi Bassi | The Common Linnets           | Calm After The Storm | 150   | 1         |
| 15 | Montenegro  | Sergej Ćetković              | Moj svijet           | 63    | 7         |
| 16 | Ungheria    | András Kállay Saunders       | Running              | 127   | 3         |

| Pos. | Televoto    | Punti | Giuria      | Punti |
| ---- | ----------- | ----- | ----------- | ----- |
| 1    | Paesi Bassi | 147   | Paesi Bassi | 130   |
| 2    | Ungheria    | 125   | Svezia      | 125   |
| 3    | Svezia      | 122   | Ungheria    | 122   |
| 4    | Armenia     | 121   | Armenia     | 102   |
| 5    | Ucraina     | 119   | Azerbaigian | 94    |
| 6    | Russia      | 73    | Ucraina     | 88    |
| 7    | Portogallo  | 72    | Montenegro  | 74    |
| 8    | San Marino  | 58    | Islanda     | 68    |
| 9    | Islanda     | 50    | Albania     | 64    |
| 10   | Montenegro  | 43    | Estonia     | 61    |
| 11   | Belgio      | 41    | Russia      | 57    |
| 12   | Azerbaigian | 41    | Lettonia    | 27    |
| 13   | Lettonia    | 40    | San Marino  | 25    |
| 14   | Albania     | 23    | Belgio      | 24    |
| 15   | Moldavia    | 14    | Moldavia    | 24    |
| 16   | Estonia     | 13    | Portogallo  | 17    |

12 punti
| N. | A           | Da                                                                              |
| -- | ----------- | ------------------------------------------------------------------------------- |
| 8  | Paesi Bassi | Danimarca, Estonia, Islanda, Lettonia, Portogallo, San Marino, Svezia, Ungheria |
| 4  | Armenia     | Francia, Paesi Bassi, Russia, Ucraina                                           |
| 2  | Ucraina     | Armenia, Azerbaigian                                                            |
| 1  | Albania     | Montenegro                                                                      |
| 1  | Montenegro  | Albania                                                                         |
| 1  | Russia      | Moldavia                                                                        |
| 1  | Svezia      | Spagna                                                                          |
| 1  | Ungheria    | Belgio                                                                          |

#### Seconda semifinale
La seconda semifinale si è tenuta l'8 maggio 2014 alle 21:00, CEST. In questa semifinale hanno gareggiato quindici Stati. Hanno votato in questa semifinale anche Germania, Italia e Regno Unito.
In questa semifinale, durante l'intervallo si è esibita la cantante australiana Jessica Mauboy con il brano Sea of Flags.
| Nr. | Paese       | Cantante                         | Canzone                      | Punti | Posizione |
| --- | ----------- | -------------------------------- | ---------------------------- | ----- | --------- |
| 01  | Malta       | Firelight                        | Coming Home                  | 63    | 9         |
| 02  | Israele     | Mei Finegold                     | Same Heart                   | 19    | 14        |
| 03  | Norvegia    | Carl Espen                       | Silent Storm                 | 77    | 6         |
| 04  | Georgia     | The Shin e Mariko Ebralidze      | Three Minutes to Earth       | 15    | 15        |
| 05  | Polonia     | Donatan e Cleo                   | My Słowianie - We Are Slavic | 70    | 8         |
| 06  | Austria     | Conchita Wurst                   | Rise like a Phoenix          | 169   | 1         |
| 07  | Lituania    | Vilija Matačiūnaitė              | Attention                    | 36    | 11        |
| 08  | Finlandia   | Softengine                       | Something Better             | 97    | 3         |
| 09  | Irlanda     | Can-Linn (featuring Kasey Smith) | Heartbeat                    | 35    | 12        |
| 10  | Bielorussia | Teo                              | Cheesecake                   | 87    | 5         |
| 11  | Macedonia   | Tijana                           | To the Sky                   | 33    | 13        |
| 12  | Svizzera    | Sebalter                         | Hunter of Stars              | 92    | 4         |
| 13  | Grecia      | Freaky Fortune feat. RiskyKidd   | Rise Up                      | 74    | 7         |
| 14  | Slovenia    | Tinkara Kovač                    | Round and Round              | 52    | 10        |
| 15  | Romania     | Paula Seling ed Ovi              | Miracle                      | 125   | 2         |

| Pos. | Televoto    | Punti | Giuria      | Punti |
| ---- | ----------- | ----- | ----------- | ----- |
| 1    | Austria     | 165   | Austria     | 138   |
| 2    | Romania     | 126   | Finlandia   | 117   |
| 3    | Polonia     | 116   | Malta       | 113   |
| 4    | Svizzera    | 98    | Norvegia    | 100   |
| 5    | Grecia      | 91    | Romania     | 99    |
| 6    | Bielorussia | 86    | Bielorussia | 71    |
| 7    | Finlandia   | 63    | Macedonia   | 70    |
| 8    | Norvegia    | 55    | Slovenia    | 60    |
| 9    | Slovenia    | 48    | Grecia      | 52    |
| 10   | Irlanda     | 47    | Svizzera    | 51    |
| 11   | Lituania    | 44    | Lituania    | 41    |
| 12   | Malta       | 36    | Polonia     | 34    |
| 13   | Israele     | 28    | Georgia     | 33    |
| 14   | Macedonia   | 26    | Irlanda     | 33    |
| 15   | Georgia     | 15    | Israele     | 32    |

12 punti
| N. | A           | Da                                                                 |
| -- | ----------- | ------------------------------------------------------------------ |
| 7  | Austria     | Finlandia, Grecia, Irlanda, Italia, Regno Unito, Romania, Svizzera |
| 3  | Romania     | Austria, Israele, Malta                                            |
| 2  | Bielorussia | Georgia, Lituania                                                  |
| 1  | Finlandia   | Norvegia                                                           |
| 1  | Grecia      | Bielorussia                                                        |
| 1  | Macedonia   | Slovenia                                                           |
| 1  | Malta       | Macedonia                                                          |
| 1  | Polonia     | Germania                                                           |
| 1  | Svizzera    | Polonia                                                            |

### Finale
La finale si è svolta il 10 maggio 2014; vi hanno gareggiato 26 paesi di cui:
- i primi 10 qualificati durante la prima semifinale;
- i primi 10 qualificati durante la seconda semifinale;
- i 5 finalisti di diritto, i cosiddetti Big Five, ovvero Francia, Germania, Italia, Regno Unito e Spagna;
- la Danimarca, paese ospitante.

| №  | Stato       | Cantante                       | Canzone                      | Punti | Posizione |
| -- | ----------- | ------------------------------ | ---------------------------- | ----- | --------- |
| 1  | Ucraina     | Marija Jaremčuk                | Tick-Tock                    | 113   | 6         |
| 2  | Bielorussia | Teo                            | Cheesecake                   | 43    | 16        |
| 3  | Azerbaigian | Dilarə Kazımova                | Start a Fire                 | 33    | 22        |
| 4  | Islanda     | Pollapönk                      | No Prejudice                 | 58    | 15        |
| 5  | Norvegia    | Carl Espen                     | Silent Storm                 | 88    | 8         |
| 6  | Romania     | Paula Seling ed Ovi            | Miracle                      | 72    | 12        |
| 7  | Armenia     | Aram Mp3                       | Not Alone                    | 174   | 4         |
| 8  | Montenegro  | Sergej Ćetković                | Moj svijet                   | 37    | 19        |
| 9  | Polonia     | Donatan e Cleo                 | My Słowianie - We Are Slavic | 62    | 14        |
| 10 | Grecia      | Freaky Fortune feat. RiskyKidd | Rise Up                      | 35    | 20        |
| 11 | Austria     | Conchita Wurst                 | Rise like a Phoenix          | 290   | 1         |
| 12 | Germania    | Elaiza                         | Is It Right                  | 39    | 18        |
| 13 | Svezia      | Sanna Nielsen                  | Undo                         | 218   | 3         |
| 14 | Francia     | TWIN TWIN                      | Moustache                    | 2     | 26        |
| 15 | Russia      | Anastasija e Maria Tolmačëvy   | Shine                        | 89    | 7         |
| 16 | Italia      | Emma                           | La mia città                 | 33    | 21        |
| 17 | Slovenia    | Tinkara Kovač                  | Round and Round              | 9     | 25        |
| 18 | Finlandia   | Softengine                     | Something Better             | 72    | 11        |
| 19 | Spagna      | Ruth Lorenzo                   | Dancing in the Rain          | 74    | 10        |
| 20 | Svizzera    | Sebalter                       | Hunter of Stars              | 64    | 13        |
| 21 | Ungheria    | András Kállay Saunders         | Running                      | 143   | 5         |
| 22 | Malta       | Firelight                      | Coming Home                  | 32    | 23        |
| 23 | Danimarca   | Basim                          | Cliche Love Song             | 74    | 9         |
| 24 | Paesi Bassi | The Common Linnets             | Calm After the Storm         | 238   | 2         |
| 25 | San Marino  | Valentina Monetta              | Maybe (Forse)                | 14    | 24        |
| 26 | Regno Unito | Molly                          | Children of the Universe     | 40    | 17        |

| Pos. | Televoto    | Punti | Giuria      | Punti |
| ---- | ----------- | ----- | ----------- | ----- |
| 1    | Austria     | 311   | Austria     | 224   |
| 2    | Paesi Bassi | 222   | Svezia      | 201   |
| 3    | Armenia     | 193   | Paesi Bassi | 200   |
| 4    | Svezia      | 190   | Ungheria    | 138   |
| 5    | Polonia     | 162   | Armenia     | 125   |
| 6    | Russia      | 132   | Malta       | 119   |
| 7    | Svizzera    | 114   | Finlandia   | 114   |
| 8    | Ucraina     | 112   | Azerbaigian | 108   |
| 9    | Romania     | 103   | Norvegia    | 102   |
| 10   | Ungheria    | 98    | Danimarca   | 85    |
| 11   | Bielorussia | 56    | Spagna      | 83    |
| 12   | Islanda     | 46    | Ucraina     | 78    |
| 13   | Danimarca   | 43    | Russia      | 70    |
| 14   | Grecia      | 43    | Germania    | 61    |
| 15   | Spagna      | 41    | Islanda     | 59    |
| 16   | Norvegia    | 39    | Regno Unito | 52    |
| 17   | Finlandia   | 39    | Romania     | 51    |
| 18   | Montenegro  | 33    | Bielorussia | 50    |
| 19   | Italia      | 32    | Grecia      | 49    |
| 20   | Germania    | 31    | Montenegro  | 48    |
| 21   | Regno Unito | 29    | Italia      | 37    |
| 22   | Azerbaigian | 26    | Svizzera    | 27    |
| 23   | San Marino  | 18    | Polonia     | 23    |
| 24   | Malta       | 17    | Slovenia    | 21    |
| 25   | Slovenia    | 15    | San Marino  | 16    |
| 26   | Francia     | 1     | Francia     | 5     |

12 punti
| N. | A           | Da |
| -- | ----------- | --- |
| 13 | Austria     | Belgio, Finlandia, Grecia, Irlanda, Israele, Italia, Paesi Bassi, Portogallo, Regno Unito, Slovenia, Spagna, Svezia, Svizzera |
| 8  | Paesi Bassi | Estonia, Germania, Islanda, Lettonia, Lituania, Norvegia, Polonia, Ungheria                                                   |
| 3  | Svezia      | Danimarca, Romania, Ucraina                                                                                                   |
| 3  | Armenia     | Austria, Francia, Georgia |
| 2  | Montenegro  | Armenia, Macedonia |
| 2  | Russia      | Azerbaigian, Bielorussia |
| 1  | Azerbaigian | San Marino |
| 1  | Bielorussia | Russia |
| 1  | Italia      | Malta |
| 1  | Romania     | Moldavia |
| 1  | Spagna      | Albania |
| 1  | Ungheria    | Montenegro |

## PremiMarcel Bezençon
I vincitori sono stati:
- Premio della Stampa:  Austria
- Premio artistico:  Paesi Bassi
- Premio composizione:  Paesi Bassi

## OGAE 2014
L'OGAE 2014 è una classifica fatta da gruppi dell'OGAE, un'organizzazione internazionale che consiste in un network di oltre quaranta fan club del Contest di vari Paesi europei e non. Come ogni anno i membri dell'OGAE hanno avuto l'opportunità di votare per la loro canzone preferita prima della gara e i risultati sono stati pubblicati sul sito web dell'organizzazione.
| Posizione | Paese       | Cantante               | Canzone*                 | Punti |
| --------- | ----------- | ---------------------- | ------------------------ | ----- |
| 1         | Svezia      | Sanna Nielsen          | Undo                     | 354   |
| 2         | Ungheria    | András Kállay Saunders | Running                  | 262   |
| 3         | Israele     | Mei Finegold           | Same Heart               | 233   |
| 4         | Austria     | Conchita Wurst         | Rise like a Phoenix      | 221   |
| 5         | Regno Unito | Molly                  | Children of the Universe | 162   |

*La tabella raffigura il voto finale di quaranta gruppi OGAE.

## Voto

### Giurie
I nomi dei giurati che hanno votato per ogni Stato partecipante sono stati resi noti il 1º maggio 2014, mentre subito dopo la serata finale è stato reso noto il voto individuale di ogni giurato. I giurati sono stati:
In grassetto sono indicati i presidenti di giuria
- Albania: Edmond Zhulali, Alfred Kacinari, Eranda Libohova, Mira Tuci e Engjell Ndocaj
- Armenia: Asatur Asatryan, Arman Davtyan, Inga Arshakyan, Anush Arshakyan e Avet Barseghyan
- Austria: Stella Jones, Michael Dörfler, Dietmar Lienbacher, Diana Lueger e Alexander Kahr
- Azerbaigian: Yeganə Axundova, Mübariz Tağıyev, Samir Cəfərov, Nigar Camal e Khəyyam Mustafazadə
- Bielorussia: Vasil' Rainčyk, Jaŭhen Alejnik, Vol'ha Ryžykava, Aljaksandr Mjažėnny e Inna Adamovič
- Belgio: Bob Savenberg, Laura Van den Bruel, Roos Van Acker, Yannic Fonderie e Wouter Vander Veken
- Danimarca: Lise Cabble, Rune Funch, Monique Spartalis, Mich Hedin e Sys Bjerre
- Estonia: Laura Remmel, Marju Länik, Rauno Märks, Alar Kotkas e Rasmus Rändvee
- Finlandia: Kaija Kärkinen, Saara Törmä, Rauli Eskolin, Jaako Hurme e Annette Lundell
- Francia: Fabrice Marchal, Jean-Marc Sauvagnargues, Fanny Llado, Julie Solia e Boris Bergman
- Georgia: Giorgi Kukhianidze, Micheil Chelidze, Natia Khoshtaria, Nino Chachava e Nana Daushvili
- Germania: Jennifer Weist, Madeline Juno, Konrad Sommermeyer, Paul Würdig e Andreas Bourani
- Grecia: Vasileios Apergīs, Kōnstantinos Pantzoglou, Rodanthī Papadea, Aggelos Makrīs e Maria Sinatsakī
- Irlanda: Patrick Hughes, Charlie McGettigan, Leanne Moore, Jenny Greene e Liam Reilly
- Islanda: Hildur Thorhallsdottir, Jóhanna Jónsdóttir, Kjartan "Daddi" Gudbergsson, Fridrik Jonsson e Ragga Gröndal
- Israele: Ofra Helfmann, Alon Amir, Roi Klein, Doron Medalie e Dafna Gold
- Italia: Luca De Gennaro, Andrea Laffranchi, Paola Folli, Andrea Mirò e Francesco Pasquero
- Lettonia: Harijs Zarins, Marta Ritova, Edgars Belickis, Igeta Gaike e Kaspars Ansons
- Lituania: Saulius Urbonavicius, Ruta Lukoseviciute, Deividas Zvonkus, Povilas Varvuolis e Kristina Zmailaite
- Macedonia: Milanka Rašić, Valentino Skanderovski, Ivan Bećković, Robert Bilbilov e Dimitar Čemkov
- Malta: Paul Abela, Manolito Galea, Elton Zarb, Corazon Mizzi e Pamela Bezzina
- Moldavia: Anatol Chiriac, Andrei Tostogan, Tatiana Postolachi, Nelea Ciobanu-Margineanu e Iurie Badicu
- Montenegro: Stefan Filipović, Slododan Bucevac, Zoja Djurović, Senad Gacević e Mihailo Radonjić
- Norvegia: Ahmed Ashraf, Jonas Brenna, Jan Holmlund, Rannveig Sundelin e Monica Johansen
- Paesi Bassi: Antonius Van de Berkt, Freek Bartels, Marleen Sahupala Van den Broek, Ruth Jacott e Sander Lantinga
- Polonia: Paweł Sztompke, Dorota Szpetkowska, Krzysztof Kasowski, Magdalena Tul e Mietek Szcześniak
- Portogallo: Paula Ferreira, José Cabrita, Jan Dijck, Ana Augusto e Marina Ferraz
- Regno Unito: Caroline Grant, Stephen Allen, Candice McKenzie, Gus Gowland e Laura Wright
- Romania: Voicu Madalin, Fugaru Mirela, Stoica Mihai, Geambasu Calin e Matei Nicoleta
- Russia: Sergej Žilin, Margarita Mitrofanova, Leonid Rudenko, Dominik Joker e Juljia Načalova
- San Marino: Sara Ghiotti, Lorenzo Salvatori, Andrea Gattei, Maria Ugolini e Paolo Macina
- Slovenia: Helena Blagne, Anze Langus Petrović, Robert Pikl, Izak Kosir e Alya
- Spagna: Raul Fuentes, Damaris Abad, Jorge Gonzalez, Leticia Fuentes e Francisco Rodríguez
- Svezia: Michael Cederberg, Robert Sehlberg, Oscar Zia, Sacha Jean-Baptiste e Elli Flemstrom
- Svizzera: Marcus Van Lier, Mélanie Freymond, Ivan Broggini, Sina Bellwald e Pascal Vonlanthen
- Ucraina: Oleksandr Zlotnyk, Kateryna Komar, Kostjantyn Mišukov, Alla Popova e Olena Jalovyk
- Ungheria: Zoltán Palásti Kovács, Kati Kovács, Attila Náksi, Péter Dorozsmai e Vera Tóth

### Televoto
I risultati complessivi del televoto sono stati resi noti subito dopo la serata finale. I voti provenienti dalla Crimea sono stati conteggiati come ucraini.

## Stati non partecipanti
- Andorra: RTVA ha affermato di non partecipare in questa edizione per motivi finanziari[120].
- Bosnia ed Erzegovina: BHRT, dopo avere inizialmente confermato la propria partecipazione[121], ha deciso di ritirarsi a causa della mancanza di sponsor[122].
- Bulgaria: BNT ha deciso di non partecipare a questa edizione a causa dei problemi finanziari che affliggono il gruppo[123].
- Cipro: CyBC/RIK ha annunciato sul suo sito ufficiale il 3 ottobre 2013 che non avrebbe partecipato a questa edizione[124].
- Croazia: HRT ha dichiarato che non parteciperà a questa edizione per motivi economici e anche a causa degli scarsi risultati ottenuti dal 2010 al 2013, rimandando a un secondo momento se trasmettere comunque la serata finale dell'evento o meno[125][126].
- Lussemburgo: RTL ha dichiarato di non volere partecipare in questa edizione, portando così a venti le edizioni consecutive di assenza[127].
- Marocco: La SNRT ha annunciato di non avere intenzione di partecipare a questa edizione[128].
- Principato di Monaco: TMC ha annunciato che non ritornerà in questa edizione[129].
- Repubblica Ceca: Il 30 settembre 2013 CT ha confermato al sito esctoday.com che non avrebbe partecipato a questa edizione[130].
- Serbia: RTS ha affermato di non partecipare a questa edizione per motivi economici[123].
- Slovacchia: RTVS ha affermato su Twitter che non avrebbe partecipato[131].
- Turchia: TRT ha annunciato il 7 novembre 2013 a esctoday.com che non avrebbe partecipato al programma per il secondo anno consecutivo, non escludendo, tuttavia, un ritorno in futuro[132].

## Trasmissione dell'evento e commentatori
- Albania: Tutte le serate sono state trasmesse da TVSH, RTSH Muzikë e Radio Tirana con il commento di Andri Xhahu[133].
- Armenia: Tutte le serate sono state trasmesse da Armenia 1 con il commento di Erik Antaranyan e Anna Avanesyan[134].
- Australia: Tutte le serate sono state trasmesse da SBS 1 in differita di alcune ore[106] con il commento di Julia Zemiro and Sam Pang[135].
- Austria: Tutte le serate sono state trasmesse da ORF eins con il commento di Andi Knoll[136].
- Bielorussia: Tutte le serate sono state trasmesse da Belarus 1 e Belarus 24[137].
- Bosnia ed Erzegovina: Non sono state trasmesse le semifinali, mentre non è chiaro se è stata trasmessa la finale[138].
- Canada: Sono state trasmesse tutte le serate, il 20, 21 e 22 giugno dalle 21, ora della costa est, su OUTtv[139].
- Cipro: Nonostante non abbia partecipato, CyBC ha trasmesso tutte le serate su RIK 1[140].
- Croazia: Nonostante non abbia partecipato, HRT ha trasmesso la serata finale su HRT 1[141]
- Danimarca: Tutte le serate sono state trasmesse da DR 1 con il commento di Ole Tøpholm[142].
- Fær Øer: Nell'arcipelago sono state trasmesse in diretta tutte le serate su Kringvarp Føroya, senza diritto di voto[143].
- Finlandia: Tutte le serate sono state trasmesse in finlandese su Yle Radio Suomi e in svedese su Yle Radio Vega e in entrambe le lingue su Yle TV2; il commento in finlandese è stato di Jorma Hietamäki and Sanna Pirkkalainen, mentre quello in svedese è stato di Eva Frantz e Johan Lindroos[144]
- Francia: La prima semifinale è stata trasmessa da France Ô con il commento di Audrey Chauveau e Bruno Berberes[145], mentre la finale è stata trasmessa da France 3 con il commento di Natasha St-Pier (che ha sostituito Mireille Dumas) e Cyril Feraud[44].
- Georgia: Tutte le serate sono state trasmesse dal 1º canale della tv di Stato georgiana[146].
- Grecia: La nuova tv di Stato NERIT ha trasmesso tutte le serate[147].
- Germania: Le serate sono state trasmesse dai canali EinsPlus (tutte), Phoenix (solo le semifinali) e Das Erste (solo la finale), tutte con il commento di Peter Urban[148].
- Irlanda: Le semifinali sono state trasmesse da RTÉ Two e la finale da RTÉ One, tutte con il commento di Marty Whelan[149].
- Islanda: Tutte le serate sono state trasmesse da RÚV e Rás 2 con il commento di Felix Bergsson[150][151].
- Israele: Tutte le serate sono state trasmesse da Channel 1[152] e da 88 FM (su quest'ultima con il commento di Kobi Menora e Yuval Caspin)[153].
- Italia: Per la prima volta dall'introduzione delle tre serate la RAI ha trasmesso in diretta l'intero evento, con entrambe le semifinali[154] su Rai 4 (che ha trasmesso il programma per la prima volta) dopo tre anni su Rai 5, con il commento di Marco Ardemagni e Filippo Solibello (già commentatori delle due precedenti finali)[155] mentre la finale è stata trasmessa su Rai 2 e Rai HD[156][157] e commentata in diretta da Linus e Nicola Savino[158].
- Kazakistan: Tutte le serate dell'evento sono state trasmesse in diretta su Khabar TV con il commento di Dıana Snegına e Qaldybek Jaısanbaı.[159]
- Lettonia: Tutte le serate sono state trasmesse da LTV1[160].
- Norvegia: Tutte le serate sono state trasmesse su NRK1 con il commento di Olav Viksmo Slettan[161].
- Nuova Zelanda: Tutte le serate sono state trasmesse su BBC UKTV[162].
- Paesi Bassi: L'evento è stato trasmesso da Nederland 1 (la finale sia in diretta che in replica)[163] commentato da Cornald Maas e Jan Smit[164].
- Polonia: Tutte le serate sono state trasmesse da TVP1 e TVP Polonia in diretta e da TVP Rozrywka in differita di un giorno, con il commento di Artur Orzech[165].
- Portogallo: Tutte le serate sono state trasmesse dalla RTP (la seconda semifinale in differita) con il commento di Sílvia Alberto[166].
- San Marino: Sono state trasmesse tutte le serate dell'evento in due varianti: il commento sulla televisione terrestre e satellitare è stato affidato a Lia Fiorio e Gigi Restivo[167], mentre la diretta streaming in Internet è stata commentata in inglese da John Kennedy O’Connor e Jamarie Milkovic[168].
- Serbia: Nonostante non abbia partecipato RTS ha trasmesso tutte le serate su RTS 1[169][170].
- Svizzera: Le semifinali sono state trasmesse da SRF zwei (entrambe), RTS Deux e RSI La2 (solo la seconda), mentre la finale è stata trasmessa da SRF 1, RTS Un e RSI La1; il commento in lingua tedesca è di Sven Epiney[171], in lingua francese da Jean-Marc Richard e Valérie Ogier[172] e in lingua italiana da Sandy Altermatt e Alessandro Bertoglio[173][174].
- Ungheria: Tutte le serate sono state trasmesse su M1[175] con il commento di Gábor Gundel Takács.[176]

## Portavoce
L'ordine di presentazione ufficiale è stato stabilito il 10 maggio 2014, il giorno della finale:
1. Azerbaigian: Səbinə Babayeva (rappresentante dello Stato all'Eurovision Song Contest 2012)
2. Grecia: Andrianna Maggania
3. Polonia: Pauliana Chylewska
4. Albania: Andri Xhahu
5. San Marino: Michele Perniola (rappresentante dello stato al Junior Eurovision Song Contest 2013)
6. Danimarca: Sofie Lassen-Kahlke
7. Montenegro: Tijana Miskovic
8. Romania: Sonia Argint Ionescu
9. Russia: Alsou
10. Paesi Bassi: Tim Douwsma
11. Malta: Valentina Rossi
12. Francia: Elodie Suigo
13. Regno Unito: Scott Mills
14. Lettonia: Ralfs Eilands
15. Armenia: Anna Avanesyan
16. Islanda: Benedikt Valsson
17. Macedonia: Marko Mark
18. Svezia: Alcazar
19. Bielorussia: Alena Lanskaja (rappresentante dello stato nell'edizione precedente)
20. Germania: Helene Fischer
21. Israele: Ofer Nachshon
22. Portogallo: Joana Teles
23. Norvegia: Margrethe Røed
24. Estonia: Lauri Pihlap
25. Ungheria: Éva Novodomszky
26. Moldavia: Olivia Furtuna
27. Irlanda: Nicky Byrne
28. Finlandia: Redrama
29. Lituania: Ignas Krupavičius
30. Austria: Kati Bellowitsch
31. Spagna: Carolina Casado
32. Belgio: Angelique Vlieghe
33. Italia: Linus
34. Ucraina: Zlata Ohnjevič (rappresentante dello stato nell'edizione precedente)
35. Svizzera: Kurt Aeschbacher
36. Georgia: Sophie Gelovani e Nodi Tatishvili (rappresentanti dello stato nell'edizione precedente)
37. Slovenia: Ula Furlan

Tutti i portavoce hanno annunciato i propri voti in inglese tranne la Francia, che lo ha fatto in francese.